# Cuartel Quinto
Cuartel Quinto är en ort i Mexiko.   Den ligger i kommunen Maravatío och delstaten Michoacán de Ocampo, i den södra delen av landet, 150 km väster om huvudstaden Mexico City. Cuartel Quinto ligger 2 069 meter över havet och antalet invånare är 337.
Terrängen runt Cuartel Quinto är kuperad västerut, men österut är den platt. Runt Cuartel Quinto är det ganska tätbefolkat, med 104 invånare per kvadratkilometer. Närmaste större samhälle är Maravatío, 3,3 km öster om Cuartel Quinto. I omgivningarna runt Cuartel Quinto växer huvudsakligen savannskog.